# トゥリー・オブ・ライフ
『トゥリー・オブ・ライフ』は茶坊主の1976年発表のオリジナル・アルバムである。グレープ解散後、吉田正美が中心となって制作されたアルバム。

## 茶坊主のメンバー
- 吉田正美（ギター、ヴォーカル）
- 菊池まみ（ヴォーカル）
- 松宮幹彦（ギター）
- 斉藤正一（ベース）
- 伊藤史朗（ドラムス）
- 石川清澄（キー・ボード）

「吉田正美と茶坊主」という表記もあるが、アルバムでは「TCHABOWS FEATURING MASAMI YOSHIDA & MAMI KIKUCHI」と記されている。
菊池まみと石川清澄以外は、グレープのラストコンサートでのサポートメンバーであった。なお、のちにグレープ時代の相方さだまさしのバックを努める石川清澄がメンバーに加わっている。

## 概要
茶坊主のデビューにしてラストとなる唯一のアルバム。クラフト、さだまさし、矢野顕子といったゲストミュージシャンが参加。しかしセールス的には成功せず、茶坊主はほどなく解散する。
2007年、31年ぶりにCD復刻されリリースされた（CD復刻の際ボーナス・トラックとして、シングル曲「黄昏色に心をそめて」が収録された）。

## 収録曲

### アナログA面
1. FOR FREEDOM
作・編曲：吉田正美。インストルメンタル曲。
2. 空を駈ける魔法の杖
作詞：赤間美季子、作・編曲：吉田正美。
3. Eurydikeの詩
作詞：菊池まみ、作曲：松宮幹彦、編曲：吉田正美・松宮幹彦。
4. 12回目の朝
作詞：赤間美季子、作・編曲：吉田正美。
5. 鎮魂歌（レクイエム）
作詞：赤間美季子、作・編曲：吉田正美。さだまさしがヴァイオリンを弾いて参加している。

### アナログB面
1. カララン カラタケ 知っている
作詞：菊池まみ、作曲：矢野顕子、編曲：吉田正美。
2. 12月の部屋
作詞：菊池まみ、作・編曲：吉田正美。
3. AROUND OF MARTINIS
作・編曲：吉田正美。インストルメンタル曲。
4. RAINY STREET
作詞：赤間美季子、作・編曲：吉田正美。
5. NIGHTMARE(夢魔)
作詞：菊池まみ、作・編曲：吉田正美。クラフトがコーラスを担当している。
6. おもちゃのチャチャチャ
作詞：野坂昭如、補作詞：吉岡治、作曲：越部信義、編曲：吉田正美。コーラスにはディレクターの川又明博も参加している。